# Gustav Zoula
Gustav Zoula, původně Augustin, též August Zoula (9. srpna 1871 Praha-Nové Město – 4. srpna 1915 Nusle) byl český sochař-figuralista v období symbolismu a realismu.

## Životopis
Narodil se na Novém Městě pražském. V letech 1885–1892 absolvoval studia u J. V. Myslbeka, nejprve na Uměleckoprůmyslové škole a dále pokračoval ve studiu na malířské akademii v Praze. Za absolventskou práci získal Klárovo stipendium a v letech 1892–1898 pobýval v Římě. V roce 1901 se oženil s Marií Gallvodovou, se kterou měli čtyři děti. Nejprve bydleli na Vinohradech a později se přestěhovali do bytu s velkým ateliérem v Nuslích. Jeho nadějnou kariéru ukončila předčasná smrt.

## Dílo
Mezi svými vrstevníky patřil k vůdčím osobnostem. Jako portrétista a figuralista tíhl k monumentální tvorbě, zprvu symbolismu spirituálního cítění, například:
- sousoší Oběť Abrahámova
- Psyché
- Opuštěná
- Matčino štěstí
- Saturnus

### Pomníky a portréty
- Mio Padre (portrétní medailon otce)
- Poprsí Viktorína Kornela ze Všehrd
- Pomník v podobě stély s polofigurou spisovatelky Karoliny Světlé, Praha - Karlovo náměstí
- Pomník botanika Benedikta Roezla, Praha - Karlovo náměstí
- Poprsí Václava Matěje Krameria
- Poprsí Julia Zeyera
- Poprsí pražského primátora JUDr. Karla Groše

### Dekorativní práce
Pracoval na štukových reliéfech a portrétních medailonech v budovách pražské Městské spořitelny v Rytířské ulici. Na fasádě pavilonu královského hlavního města Prahy na Výstavišti v Praze vytvořil pět reliéfů s výjevy ze života českých panovníků: Karla IV., Jiřího z Poděbrad a Rudolfa II., císaře Františka Josefa I., a to u příležitosti adaptace k jubilejní výstavě Obchodní a živnostenské komory v roce 1908. V Panteonu Národního muzea vytvořil poprsí Viktorina Kornela ze Všehrd. Štukatury dělal pro interiéry Národního divadla. Dále se podílel na štukové výzdobě zámku v Průhonicích, kde je od něj také portrétní busta architekta Jiřího Stibrala.

## Galerie

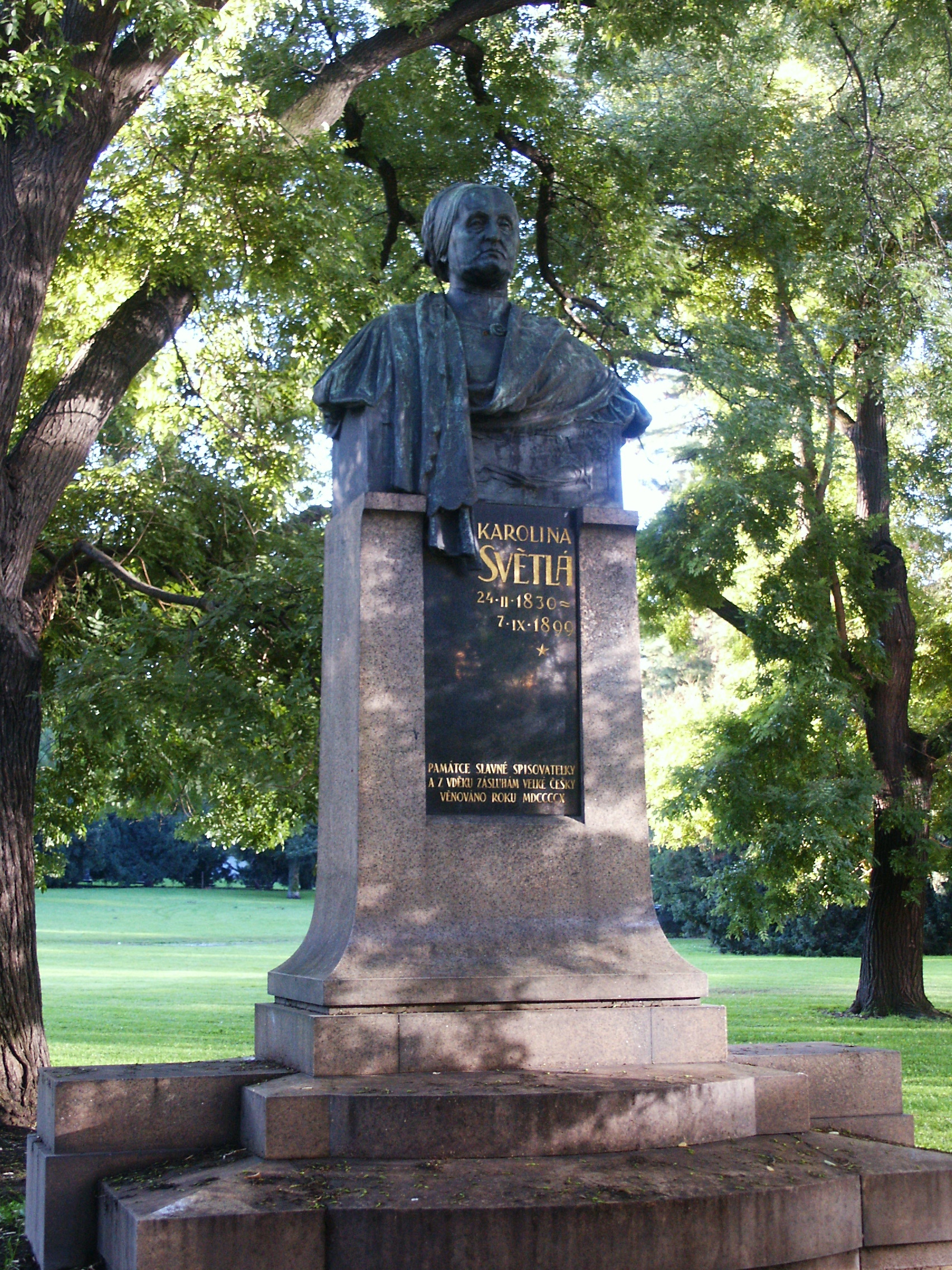
Pomník Karolíny Světlé vytvořil v roce 1910 Gustav Zoula
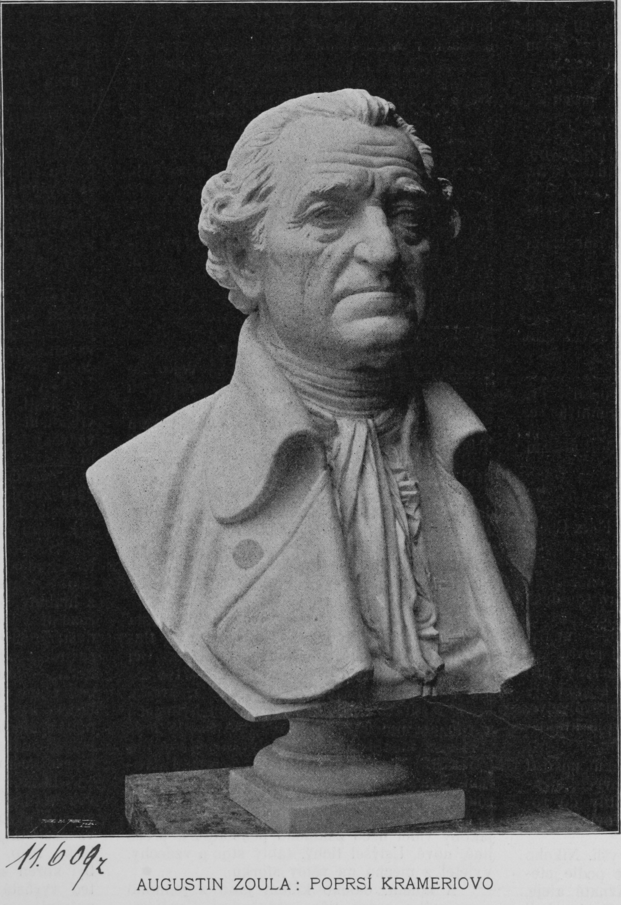
Busta V. M. Krameria
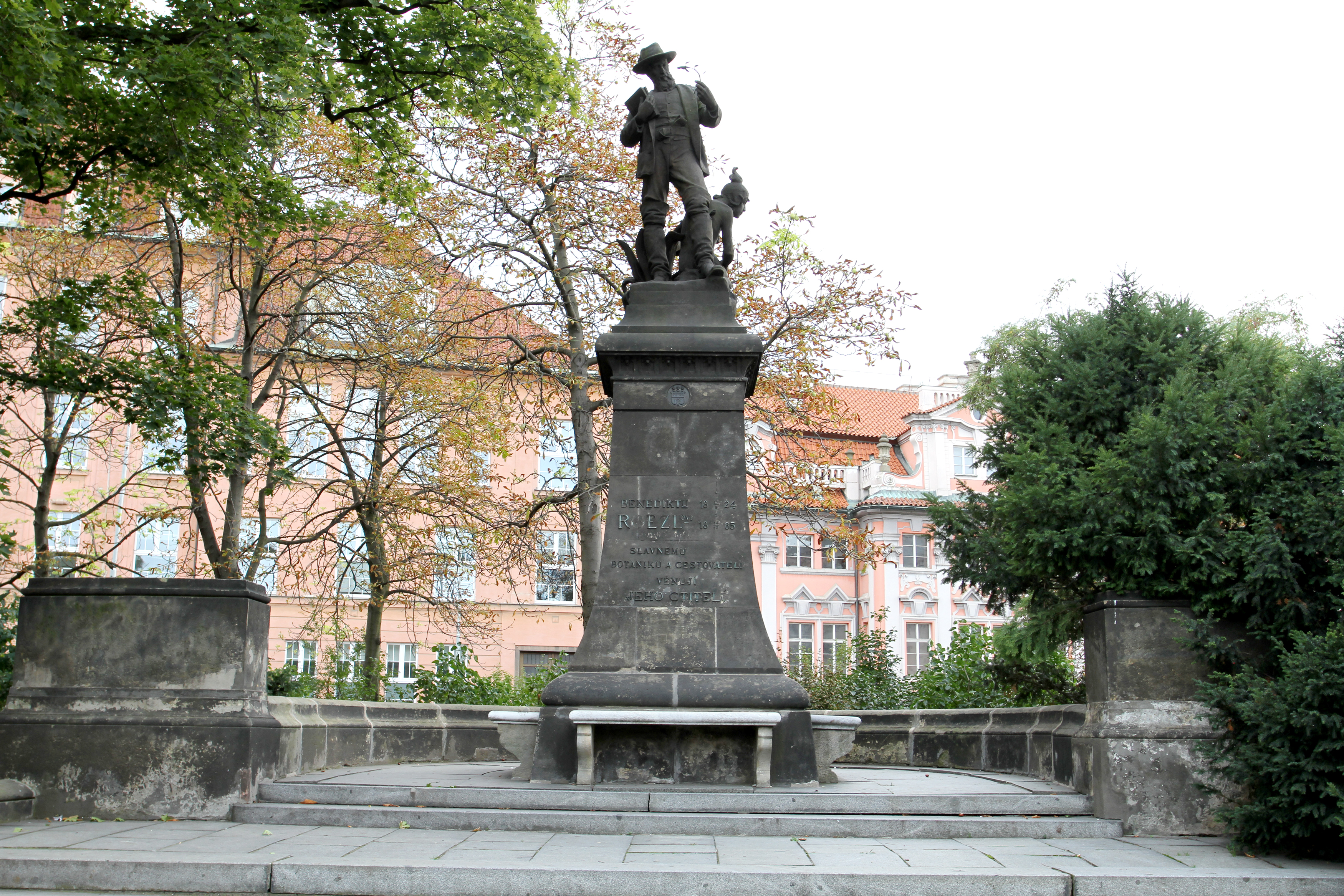
Pomník Benedikta Roezla na Karlově náměstí v Praze